# Шха с крюком
,  (шха с крюком (в Юникоде называется хенг)) — буква кириллицы, ранее использовавшаяся в кабардинском языке, происходящая от буквы Һ с добавлением диакритического знака крюка, которая похожа на латинскую ꜧ и кириллическую Ꚕ. Хенг также очень похож на І с крюком посередине (), но буква І с крюком посередине имеет более округлый крюк, как у Ҕ.

## Использование
Андерс Йохан Шегрен использовал хенг в осетинской кириллице в своей " Грамматике", опубликованной в 1844 году, букве, образованной от буквы хагл "𐌷" готского алфавита.

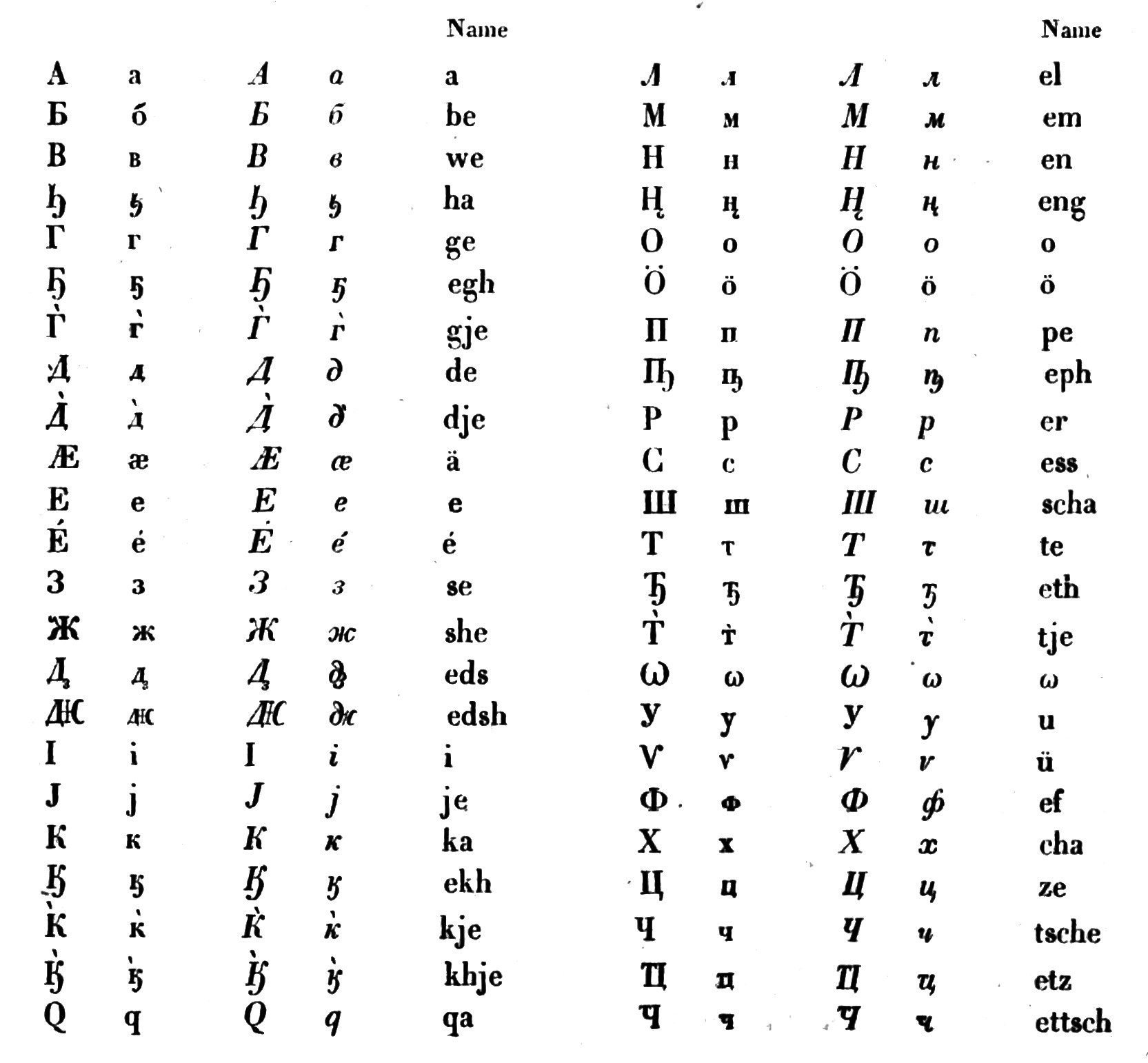
Осетинский алфавит Шегрена 1844 года, где была по счёту 4 буквой алфавита.
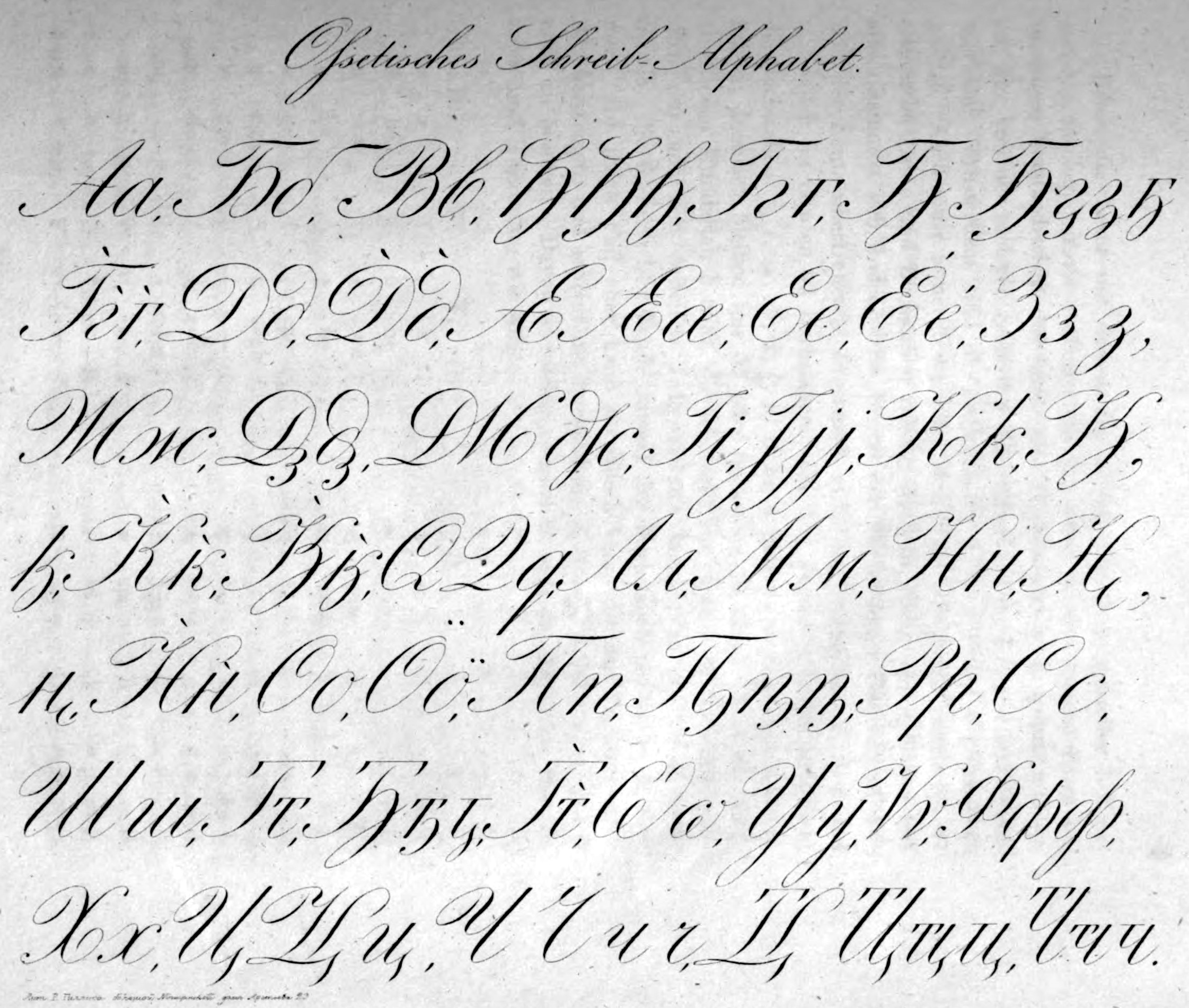
Осетинский алфавит Шегрена 1844 года в скорописи.

В Тюркологии, Василий Радлов использует хенг   в смешанном алфавите (смешение латинских и кириллических букв) своего четырехтомного словаря диалектов тюркских языков, издававшегося с 1893 по 1911 год.

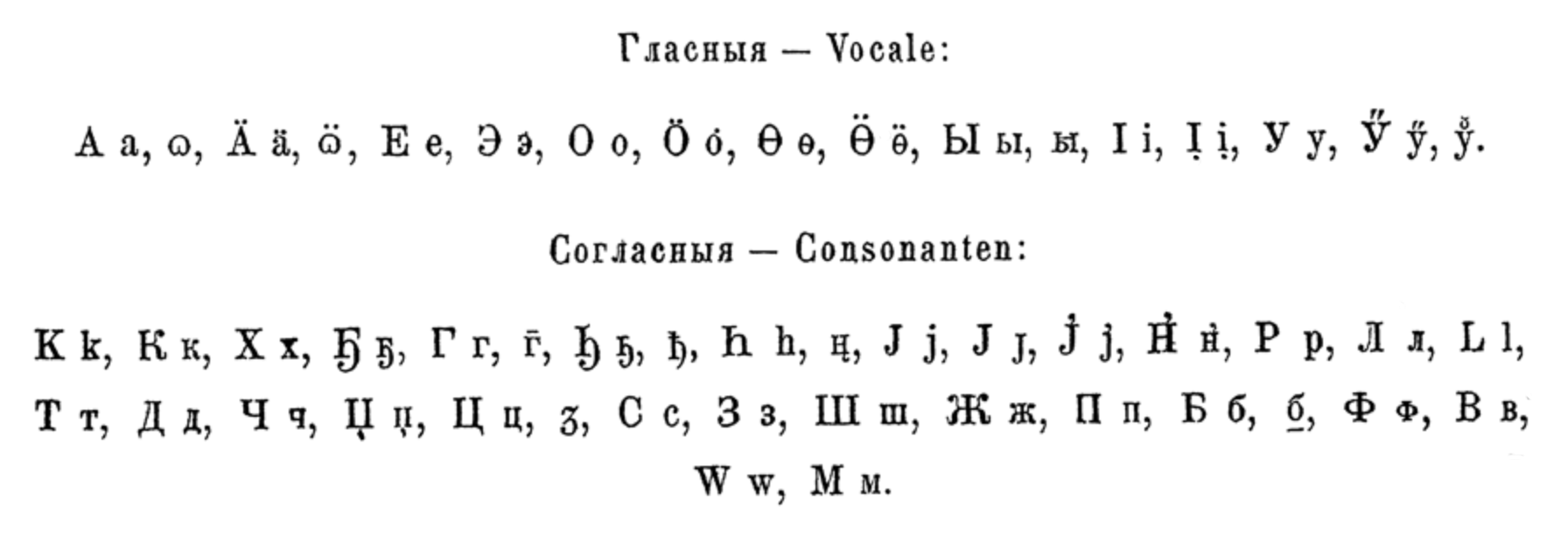
Алфавит в Радлове 1893.

Хенг использовался в кабардинском языке в алфавите 1865 года, алфавите 1890 года и в алфавите от 1906 года.

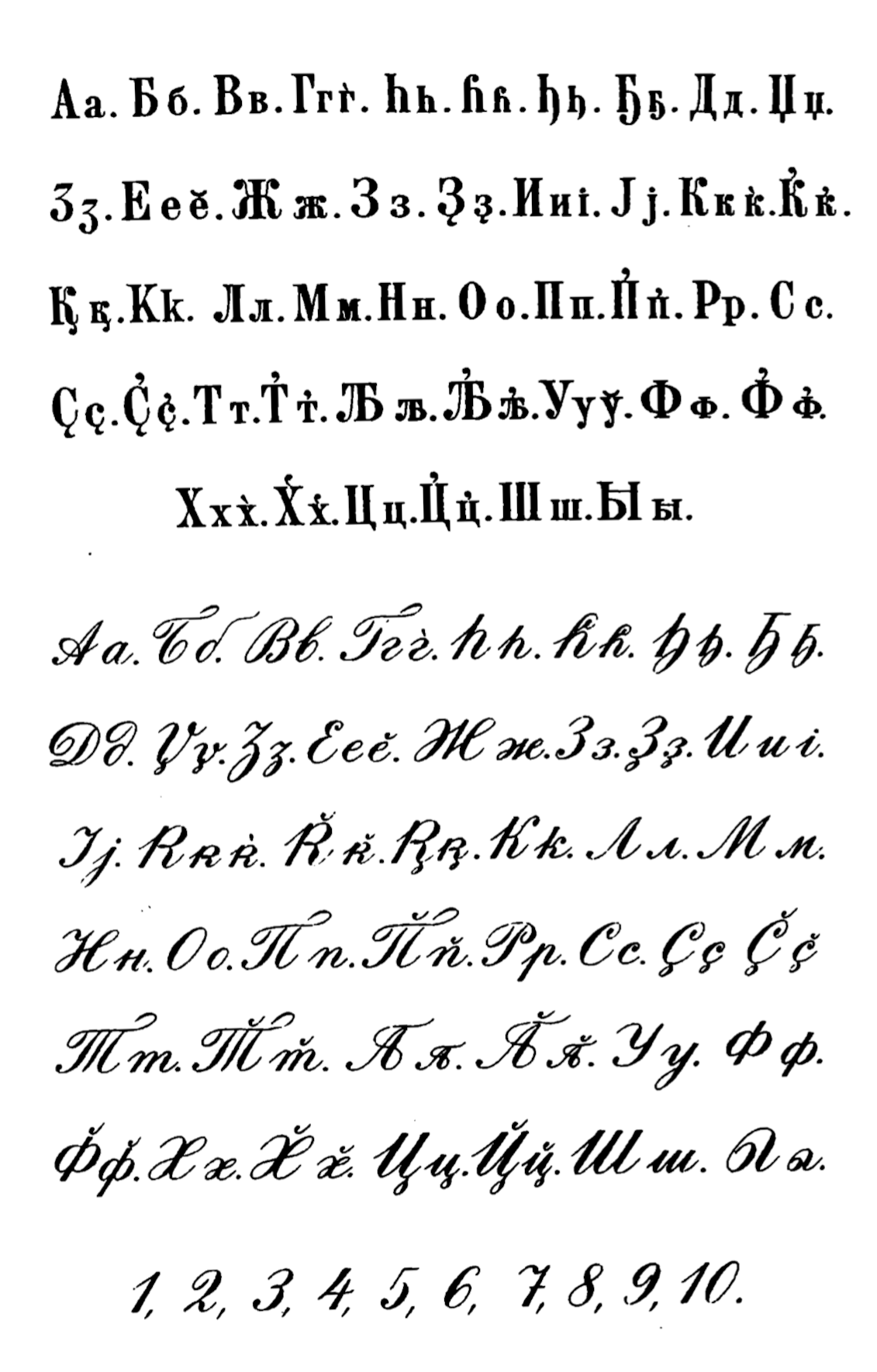
Кабардинский алфавит с хенгом в Тамбиеве 1906 года, где по счёту была 7 буквой алфавита.

Хенг используется в русском лингвистическом алфавите 1911 года Л. В. Щербы.

Буква кириллицы хенг также использовалась в кабардинском алфавите Атажукина, где была по счёту 28 буквой алфавита.

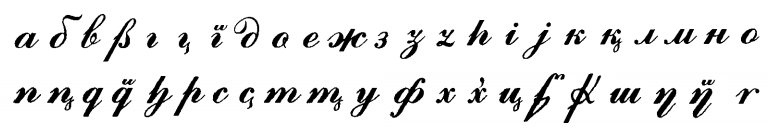

## Таблица кодов
Эта буква ещё не была не включена в Юникоде. На букву была подана заявка включение символа в Юникод, но была отклонена из-за отсутствия примеров использования буквы или других проблем с качеством заявки и может быть подан повторно в стандарт.
| формы           | представления | строки | кодовые точки | описания                           |
| --------------- | ------------- | ------ | ------------- | ---------------------------------- |
| Верхний регистр |               | —      | —             | Кириллическая заглавная буква хенг |
| Нижний регистр  |               | —      | —             | Кириллическая строчная буква хенг  |